# Aziatische bisschopsooievaar
De Aziatische bisschopsooievaar (Ciconia episcopus), ook wel Aziatische wolnekooievaar genoemd, is een vogel uit de familie van de ooievaars. De vogel werd in 1783 door Pieter Boddaert als Ardea Episcopus beschreven. De soortaanduiding episcopus (bisschop) is een verwijzing naar zijn zwart-witte verenkleed dat doet denken aan de kleding van geestelijken. Door zijn gelijkenis met de Afrikaanse bisschopsooievaar (Ciconia microscelis) werd de soort lang als ondersoort beschouwd.

## Kenmerken
De vogel is 86 tot 95 cm lang. De vogel is overwegend blauw tot purper glanzend zwart, met witte, opvallend zachte nekveren. De staart is zwart en gevorkt, maar dit is onzichtbaar door de lange onderstaartdekveren. Jonge vogels zijn doffer van kleur. De Aziatische soort verschilt in pootkleur (roodachtig, donkere poten) en de donkere veren op de kop. Bij de Afrikaanse ondersoort gaat het zwart geleidelijk over in wit, terwijl bij de Aziatische ondersoort een duidelijke afscheiding bestaat tussen het zwart en wit.

## Verspreiding en leefgebied
- De Aziatische bisschopsooievaar (C. e. episcopus) komt voor in het noorden van Pakistan en India tot in Indochina, het schiereiland Malakka en de Filipijnen.
- De ondersoort neglecta die in 1904 door Friedrich Hermann Otto Finsch werd beschreven komt voor in het zuiden van Sumatra, op het eiland Java en in Wallacea.

Het leefgebied bestaat uit draslanden zoals rivieren, overstromingsvlakten, moerassen en rijstvelden. Komt soms ook voor in half open bosgebieden in de buurt van water. In Nepal en op Celebes wordt de vogel ook in bergland tot op 1400 m boven de zeespiegel aangetroffen.

## Status
De grootte van de wereldpopulatie is in 2020 geschat op 50-250 duizend volwassen individuen. De Aziatische bisschopsooievaar gaat in aantal achteruit. Dit komt vooral door aantasting en versnippering van het leefgebied, natte gebieden met verspreid staande grote bomen om in te nestelen. Verder vormt jacht een gevaar. Om deze redenen staat deze ondersoort als gevoelig op de Rode Lijst van de IUCN.